# Гордієнко Алла Іванівна
Гордієнко (Лахуба) Алла Іванівна (н. 18.05.1964 р., с. Черевач Чорнобильського р-ну Київської обл.) — бібліотекарка, культуролог, генеральний директор Національної бібліотеки України для дітей (з 2013 р.), президент Національної секції Міжнародної ради з дитячої та юнацької книги (UA_IBBY) (з 2013 р.), президент Громадської організації «Українська асоціація працівників бібліотек для дітей» (з 2017 р.), голова благодійної організації «Благодійний фонд розвитку Національної бібліотеки України для дітей» (з 2014 р.), заслужений працівник культури України (2009 р.), кандидат культурології (2018 р.).

## Життєпис
Народилась в родині робітників. У 1979—1982 рр. навчалася у Київському обласному культурно-освітньому училищі. У 1982 р. закінчила Київське обласне культурно-освітнє училище У 1990 р. — заочне відділення факультету бібліотекознавства і бібліографії Київського державного інституту культури ім. О. Корнійчука (сьогодні — Київський національний університет культури і мистецтв). У 2018 р. захистила кандидатську дисертацію на тему «Дитячі бібліотеки як культурологічний феномен: український досвід».
У 1983 р. розпочала роботу у Національній бібліотеці України для дітей (тоді — Державна республіканська бібліотека для дітей ім. Ленінського комсомолу) у відділі нестаціонарного обслуговування читачів. З 1991 р. працює у відділі обслуговування учнів 5-9 класів та організаторів дитячого читання, з 2000 р. очолює цей відділ. З 2012 р. обіймає посаду заступника генерального директора по роботі та зв'язкам з громадськістю.
Підвищувала свій фаховий рівень у Центрі неперервної культурно-мистецької освіти Національної академії керівних кадрів культури і мистецтв у 2009, 2012, 2018, 2022 рр. У 2011 р. пройшла стажування у бібліотеці Конгресу США за програмою «Відкритий світ». У 2014 р. — учасник міжнародного семінару «Електронні книги та читанки у бібліотеці». Є учасником освітньої програми Корпорації «Українсько-польський центр академічних обмінів».
На посаді директора А. І. Гордієнко сприяє утвердженню бібліотеки як загальнодержавного сховища національних творів друку для дітей, центру розробки й апробації нових форм і методів інформаційного та бібліотечно-бібліографічного обслуговування дітей; всеукраїнського науково-методичного і науково-дослідного центру з питань бібліотечно-інформаційного обслуговування дітей. Досліджує, аналізує ринок літератури для дітей України, світові тенденції розвитку дитячої літератури та бібліотечного обслуговування дітей, потреби та запити користувачів-дітей та організаторів дитячого читання. Координує роботу фахівців з метою підготовки якісних методичних матеріалів, видавничої продукції, онлайн-ресурсів, проведення бібліотечних заходів наживо та онлайн, як для користувачів-дітей так і професійного спрямування. Презентує діяльність бібліотеки та мережі спеціалізованих бібліотек для дітей українському суспільству та закордоном, позиціонуючи українську книжкову та читацьку культуру, суспільні цінності, культурні надбання. Вона ініціативний та творчий керівник, пріоритетом якого є упровадження інновацій, нових методів роботи, сучасних інформаційних технологій у практику роботи бібліотеки.
Вона є організатором проведення всеукраїнських заходів, міжнародних конференцій та семінарів з актуальних проблем дитячого читання. Займається вивченням проблем і перспектив у галузі дитячого читання, впровадженням прогресивних форм організації обслуговування користувачів-дітей у дитячих бібліотеках України. Веде роботу з розширення міжнародних зв'язків з посольствами та культурними центрами зарубіжних країн.
Брала активну участь у програмі «Бібліоміст» в рамках ініціативи «Глобальні бібліотеки» благодійного Фонду Білла та Мелінди Гейтс і була експертом конкурсних комісій з розгляду заявок бібліотек-учасниць на отримання грантових коштів за конкурсами: «Організація нових бібліотечних послуг з використанням вільного доступу до Інтернету» та «Бібліотека + громада = творці змін у місцевій економіці» (2011—2013 рр.).
Бере активну участь у формуванні репертуару книг за державною програмою «Українська книга», активно співпрацює з Київською міською та Шевченківською районною адміністраціями м. Києва, культурно-освітніми закладами міста, благодійними фондами. Започаткована нею фандрейзингова діяльність дала можливість покращити матеріально-технічну базу бібліотеки. За ініціативи А. І. Гордієнко у структурі бібліотеки створено нові відділи: проектно-грантової діяльності, який сприяє підвищенню соціальної ролі Національної бібліотеки України для дітей, розширенню кола партнерів для реалізації на вітчизняному та міжнародному ринку культурно-просвітницьких послуг і забезпечення іміджу бібліотеки як інноваційного, культурно-освітнього, науково-інформаційного, науково-методичного та координаційного центру; документів іноземними мовами з метою інтеграції бібліотеки у європейське співтовариство, розширення міжнародних культурних зв'язків та дружби між народами, для вивчення літератури, історії, традицій різних держав. У 2020 р. у партнерстві з ГО «Всеукраїнський демократичний форум» долучилася до визначення книжок-переможців премії «Еспресо. Вибір читачів».
А. І. Гордієнко багато років приділяє велику увагу духовному і патріотичному вихованню дітей та молоді України на засадах державного патріотизму, що сприяє формуванню у молодого покоління національної свідомості, любові до рідної землі, народу, забезпеченню духовної єдності поколінь; займається реалізацією державної політики у сферах культури та мистецтв, розробляє та впроваджує сучасні напрями культурної і мистецької діяльності, сприяє збереженню, актуалізації і популяризації національного культурного надбання. Має багатий досвід у розробці та впровадженні інноваційних проектів, у пошуку та залученні іноземних партнерів для координації та реалізації спільних проектів. Є автором публікацій з питань бібліотечної роботи, співавтором наукового дослідження «Історія державних бібліотек України для дітей».
З 2015 р. — головний редактор щоквартального науково-практичного журналу «Бібліотека у форматі Д°» — єдиного в Україні фахового видання для мережі спеціалізованих бібліотек України для дітей.

## Членство в інститутах громадянського суспільства
З 2013 року і по теперішній час — президент Національної секції Міжнародної ради з дитячої та юнацької книги (UA_IBBY). Веде діяльність, що відстоює право кожної дитини стати читачем, сприяє приверненню уваги та прищепленню любові до української дитячої книги. Під її головуванням у 2022 році Національною секцією Міжнародної Ради дитячої та юнацької книги (UA_IBBY), Національною бібліотекою України для дітей, ГО «Українська асоціація працівників бібліотек для дітей» та родиною Всеволода Нестайка за підтримки Міністерства культури та інформаційної політики України для відзначання сучасних українських дитячих письменників у 2021 р. було започатковано Всеукраїнську літературну премію імені Всеволода Нестайка.
З 2014 року — голова Благодійної організації «Благодійний фонд розвитку Національної бібліотеки України для дітей». Фонд надає допомогу у збереженні, формуванні, використанні бібліотечного фонду; сприяє в реалізації програм, проєктів з підтримки та розвитку дитячого читання; надає підтримку у проведенні заходів, спрямованих духовному розвитку дітей, популяризації та розширення доступу до надбань української та світової літератури, розвитку творчості дітей.
У 2016 р. — член експертної ради з відбору книг за програмою «Українська книга», комісії з відбору книг, що закуповувалися Міністерством культури України для поповнення фондів публічних бібліотек та громадської науково-експертної ради Держкомтелерадіо України.
У 2016 р. — президент Громадської організації «Українська асоціація працівників бібліотек для дітей», яка сприяє підвищенню престижу бібліотечної професії, займається збереженням і розвитком мережі дитячих бібліотек та захисту законних, творчих, соціальних, культурних та інших спільних інтересів.
У 2017 р. — член Експертної ради з відбору книжкової продукції, що пропонується до закупівлі для поповнення бібліотечних фондів при Міністерстві культури України.
З 2017 по 2020 рр. — член Наглядової ради «Український культурний фонд».
З 2018 р. — член експертної ради Українського інституту книги з відбору книжкової продукції, що пропонується до закупівлі для поповнення бібліотечних фондів.
З 2019 по 2021 рр. — член Координаційної ради з питань захисту соціальних прав Уповноваженого Верховної Ради України.
З 2020 року — член Комітету з присудження щорічної Премії Президента України «Українська книжка року».
З 2022 р. — член Експертної ради при Представнику Уповноваженого з соціальних та економічних прав, як президент ГО «Українська бібліотечна асоціація для дітей».
З 2022 року — Голова громадської ради при Державному агентстві України з питань мистецтв та мистецької освіти.

## Нагороди та почесні звання
- 2003 р. — Почесна відзнака Міністерства культури України «За досягнення в розвитку культури і мистецтва»
- 2007 р. — Почесна грамота Кабінету Міністрів України
- 2009 р. — Заслужений працівник культури України
- 2015 р. — Почесна грамота Верховної Ради України
- 2017 р. — Почесна грамота Київської міської державної адміністрації
- 2017 р. — Почесна грамота Професійної спілки працівників культури України
- 2017, 2019 рр. — Почесна грамота Київської міської профспілки працівників культури
- 2017 р. — Орден святих Кирила і Мефодія
- 2017 р. — Орден «За заслуги» ІІІ ступеня
- 2019 р. — Грамота Професійної спілки працівників культури України
- 2019 р. — Нагрудний знак Київського міського голови «Знак Пошани»
- 2019 р. — Почесна відзнака Міністерства культури України «За досягнення в розвитку культури і мистецтва»
- 2020 р. — Орден «За заслуги» ІІ ступеня
- 2020 р. — Міжнародний Україно-Французький "Орден Королеви Анни «Честь Вітчизни» на срібній зірці
- 2024 р. — Почесний громадянин Києва[5]